# Birmingham Open 2025 - Doppio maschile
Il doppio maschile del torneo di tennis professionistico Birmingham Open 2025, facente parte della categoria Challenger 125 nell'ambito dell'ATP Challenger Tour 2025, si è giocato dal 2 all'8 giugno a Birmingham, nel Regno Unito. Questa è stata la prima edizione del torneo maschile.
In finale Marcelo Demoliner e Sadio Doumbia hanno sconfitto Diego Hidalgo e Patrik Trhac con il punteggio di 6–4, 3–6, [10–5].

## Teste di serie
1. Nathaniel Lammons /  Jackson Withrow (primo turno)
2. Santiago González /  Rafael Matos (primo turno)

1. Théo Arribagé /  Constantin Frantzen (quarti di finale)
2. Marcelo Demoliner /  Sadio Doumbia (campioni)

## Wildcard
1. Johannus Monday /  David Stevenson (semifinale)

1. Lui Maxted /  Jack Pinnington Jones (primo turno)

## Alternate
1. Marc-Andrea Hüsler /  Kamil Majchrzak (quarti di finale, ritirati)

1. Nicolás Jarry /  Aleksandar Vukic (primo turno)

## Tabellone

### Legenda
| - Q = Qualificato - WC = Wild card - LL = Lucky loser | - ALT = Alternate - SE = Special Exempt - PR = Protected Ranking | - w/o = Walkover - r = Ritirato - d = Squalificato |

|  | Primo turno | Primo turno                  | Primo turno                  | Primo turno | Primo turno |  |  | Quarti di finale | Quarti di finale           | Quarti di finale           | Quarti di finale       | Quarti di finale      |   |   | Semifinali | Semifinali                      | Semifinali          | Semifinali                 | Semifinali |   |     | Finale | Finale | Finale | Finale | Finale |  |
|  |             |                              |                              |             |             |  |  |                  |                            |                            |                        |                       |   |   |            |                                 |                     |                            |            |   |     |        |        |        |        |        |  |
|  | 1           | N Lammons J Withrow          | N Lammons J Withrow          | 3           | 2           |  |  |                  |                            |                            |                        |                       |   |   |            |                                 |                     |                            |            |   |     |        |        |        |        |        |  |
|  | Alt         | M-A Hüsler K Majchrzak       | M-A Hüsler K Majchrzak       | 6           | 6           |  |  | Alt              | M-A Hüsler K Majchrzak     | M-A Hüsler K Majchrzak     | M-A Hüsler K Majchrzak |                       |   |   |            |                                 |                     |                            |            |   |     |        |        |        |        |        |  |
|  |             | B Bayldon R Stalder          | B Bayldon R Stalder          | 6           | 7           |  |  |                  | B Bayldon R Stalder        | B Bayldon R Stalder        | B Bayldon R Stalder    | w/o                   |   |   |            |                                 |                     |                            |            |   |     |        |        |        |        |        |  |
|  |             | J Paris T Yuzuki             | J Paris T Yuzuki             | 4           | 65          |  |  |                  |                            |                            |                        |                       |   |   |            | B Bayldon R Stalder             | B Bayldon R Stalder | 2                          | 4          |   |     |        |        |        |        |        |  |
|  | 4           | M Demoliner S Doumbia        | M Demoliner S Doumbia        | 6           | 6           |  |  |                  |                            | 4                          | M Demoliner S Doumbia  | M Demoliner S Doumbia | 6 | 6 |            |                                 |                     |                            |            |   |     |        |        |        |        |        |  |
|  | WC          | L Maxted J Pinnington Jones  | L Maxted J Pinnington Jones  | 3           | 3           |  |  | 4                | M Demoliner S Doumbia      | M Demoliner S Doumbia      | 4                      |                       |   |   |            |                                 |                     |                            |            |   |     |        |        |        |        |        |  |
|  |             | S Martos Gornés VS Prashanth | S Martos Gornés VS Prashanth | 615         | 4           |  |  |                  | B Holt T Schoolkate        | B Holt T Schoolkate        | 2                      | r                     |   |   |            |                                 |                     |                            |            |   |     |        |        |        |        |        |  |
|  |             | B Holt T Schoolkate          | B Holt T Schoolkate          | 717         | 6           |  |  |                  |                            |                            |                        |                       |   |   | 4          | Marcelo Demoliner Sadio Doumbia | 6                   | 3                          | [10]       |   |     |        |        |        |        |        |  |
|  | Alt         | N Jarry A Vukic              | N Jarry A Vukic              | 4           | 3           |  |  |                  |                            |                            |                        |                       |   |   |            |                                 |                     | Diego Hidalgo Patrik Trhac | 4          | 6 | [5] |        |        |        |        |        |  |
|  |             | D Hidalgo P Trhac            | D Hidalgo P Trhac            | 6           | 6           |  |  |                  | D Hidalgo P Trhac          | D Hidalgo P Trhac          | 7                      | 6                     |   |   |            |                                 |                     |                            |            |   |     |        |        |        |        |        |  |
|  |             | B Harris M Willis            | 6                            | 3           | [9]         |  |  | 3                | T Arribagé C Frantzen      | T Arribagé C Frantzen      | 64                     | 3                     |   |   |            |                                 |                     |                            |            |   |     |        |        |        |        |        |  |
|  | 3           | T Arribagé C Frantzen        | 3                            | 6           | [11]        |  |  |                  |                            |                            |                        |                       |   |   |            | D Hidalgo P Trhac               | D Hidalgo P Trhac   | 6                          | 6          |   |     |        |        |        |        |        |  |
|  |             | C Harper R Seggerman         | C Harper R Seggerman         | 64          | 4           |  |  |                  |                            | WC                         | J Monday D Stevenson   | J Monday D Stevenson  | 4 | 4 |            |                                 |                     |                            |            |   |     |        |        |        |        |        |  |
|  |             | N Barrientos RC Bollipalli   | N Barrientos RC Bollipalli   | 7           | 6           |  |  |                  | N Barrientos RC Bollipalli | N Barrientos RC Bollipalli | 4                      | 4                     |   |   |            |                                 |                     |                            |            |   |     |        |        |        |        |        |  |
|  | WC          | J Monday D Stevenson         | 5                            | 6           | [10]        |  |  | WC               | J Monday D Stevenson       | J Monday D Stevenson       | 6                      | 6                     |   |   |            |                                 |                     |                            |            |   |     |        |        |        |        |        |  |
|  | 2           | S González R Matos           | 7                            | 3           | [5]         |  |  |                  |                            |                            |                        |                       |   |   |            |                                 |                     |                            |            |   |     |        |        |        |        |        |  |